# Aláqueme ibne Anre Alguifari
Aláqueme, Haquino ou Haquim ibne Anre Alguifari (em árabe: الحكم بن عمرو الغفاري; romaniz.: Al-Hakam ibn Amr al-Gifari); m. 670/71) foi um companheiro de Maomé e governador omíada de Coração e comandante de expedições árabes na Transoxiana (Ásia Central) de 665 até sua morte em Merve.

## Vida
Aláqueme era filho de Mujadá ibne Hidiã ibne Alharite ibne Nuaila dos guifáridas, um clã da tribo dos quinanidas. Era companheiro do profeta islâmico Maomé e um de seus porta-estandartes na batalha. Se estabeleceu em Baçorá, a cidade-guarnição árabe e trampolim das conquistas muçulmanas do Império Sassânida estabelecida em 636. Havia uma presença esparsa de membros dos gifáridas em Baçorá. Seu irmão Rafi era um transmissor de hádices de Maomé.
De acordo com Atabari e Albaladuri, em 665 Ziade ibne Abi, o vice-rei de fato do Iraque e do Califado Omíada Oriental, centralizou a vasta região do Coração (leste do Irã e oeste de rio Oxo) numa única administração provincial baseada em Merve sob o governo de Aláqueme. De acordo com uma anedota citada por ambos os historiadores, Ziade tinha a intenção de nomear o veterano comandante Aláqueme ibne Abi Alas Atacafi para o cargo, mas quando seu camareiro por engano trouxe Aláqueme ibne Anre para sua corte, ele o nomeou, observando que era um companheiro de Maomé e "um camarada justo" ou "um homem de nobreza". Outro relatório tradicional muçulmano afirma que Aláqueme foi nomeado por Ziade em 664. Atabari observa que Ziade também designou seis representantes sob Aláqueme encarregados da cobrança do caraje (imposto sobre a terra).
Aláqueme morreu e foi enterrado em Merve. Seu sucessor nomeado, Anas ibne Abi Unas, que foi prontamente enviado por Ziade, conduziu suas orações fúnebres. Seu túmulo foi mencionado pelas fontes até o reinado do califa abássida Almamune (r. 813–833).